# Success, Arkansas
Success là một thị trấn thuộc quận Clay, tiểu bang Arkansas, Hoa Kỳ. Năm 2010, dân số của thị trấn này là 149 người.

## Dân số
- Dân số năm 2000: 180 người.
- Dân số năm 2010: 149 người.